# SpVgg Sterkrade-Nord
Die Spvgg Sterkrade-Nord (offiziell: Sportvereinigung Sterkrade-Nord 1920/25 e. V.) ist ein Sportverein aus Oberhausen-Sterkrade. Er entstand 1963 aus dem Zusammenschluss der beiden Vorgänger Spielverein 1920 Sterkrade-Nord und DJK Frisch-Auf Sterkrade-Nord. Mit über 1300 Mitgliedern gehört die Sportvereinigung zu den größten Sportvereinen in Oberhausen.

## Geschichte
1962 gelang dem SV Sterkrade-Nord 1920 als Meister der Landesliga Niederrhein der erstmalige Aufstieg in die Verbandsliga Niederrhein, die seinerzeit höchste deutsche Amateurklasse. Nach dem Zusammenschluss der Ursprungsvereine im Jahr 1963 folgte zwei Jahre später der Abstieg. 1966 und 1968 kehrte die Sportvereinigung jeweils als Meister der Landesliga wieder für jeweils ein Jahr in die Verbandsliga zurück. Im Jahre 2020 gelang der Aufstieg in die Oberliga Niederrhein, aus der Sterkrader zwei Jahre später wieder absteigen mussten. Während der Saison 2023/24 wurde die Mannschaft während der laufenden Landesligasaison zurückgezogen.